# 개와 늑대 사이의 시간
개와 늑대 사이의 시간은 2005년 공개된 대한민국의 영화이다.

## 배역
- 안길강 : 영화감독 김 역
- 김선재 : 영화 역
- 김귀선 : 일규 역
- 유순철 : 탄광촌 노인 역